# 우즈베크 소비에트 사회주의 공화국
우즈베크 소비에트 사회주의 공화국(우즈베크어: O`zbekiston Sovet Sotsialistik Respublikasi / Ўзбекистон Совет Социалистик Республикаси / ЎзCCP / OzSSR 오즈베키스톤 소베트 소치알리스티크 레스푸블리카시 / 오즈 에스에스에르, 러시아어: Узбекская Советская Социалистическая Республика / УзССР 우즈벡스카야 소베츠카야 소치알리스티체스카야 레스푸블리카 / 우즈 에스에스에르[*])은 1924부터 1991년까지 존재한 소련의 옛 공화국이다. 우즈베키스탄의 전신으로 마지막 수도는 타슈켄트이다.

## 지도자

#### 공산당 제1서기장
- 블라디미르 이바노프 (1925년 2월 12일 ~ 1927년)
- 쿠프리얀 키르키시 (1927년 ~ 1929년 4월)
- 니콜라이 기칼로 (1929년 4월 ~ 1929년 6월 11일)
- 이사크 젤렌스키 (1929년 6월 ~ 1929년 12월)
- 아크말 이크라모프 (1929년 12월 ~ 1937년 9월 21일)
- 표트르 야코블레프 (1937년 9월 21일 ~ 1937년 9월 27일) (임시)
- 우스만 유수포프 (1937년 9월 27일 ~ 1953년 4월 7일)
- 아민 니야조프 (1953년 4월 7일 ~ 1955년 12월 22일)
- 누리딘 무히디노프 (1955년 12월 22일 ~ 1957년 12월 28일)
- 소비르 카말로프 (1957년 12월 28일 ~ 1959년 3월 15일)
- 샤로프 라시도프 (1959년 3월 15일 ~ 1983년 10월 31일)
- 이남존 우스만호자예프 (1983년 11월 3일 ~ 1988년 1월 12일)
- 라피크 니쇼노프 (1988년 1월 12일 ~ 1989년 6월 23일)
- 이슬람 카리모프 (1989년 6월 23일 ~ 1991년 11월 3일)

## 같이 보기
- 우즈베키스탄